# Ээрбек (село)
Ээрбек (тув. Ээрбек) — село в Кызылском кожууне Республики Тыва. Административный центр и единственный населённый пункт Ээрбекского сумона.

## География
Село находится у впадении реки Ээрбек в р. Верхний Енисей.
Расстояние до районного центра Каа-Хем — 25 км, до областного центра Кызыл — 17 км.
Ближайшие населённые пункты: Сукпак 3 км, Усть-Элегест 12 км, Кызыл 17 км, Каа-Хем 24 км, Сесерлиг (Германовка) 24 км
Уличная сеть: ул. А.Хурен-оола, ул. Д.Чойгана, ул. Каменистая, ул. Малчына, ул. Молодёжная, ул. Набережная, ул. О.Оолак, ул. Подгорная, ул. Полевая, ул. Степная, ул. Туристическая, ул. Школьная

## Население
| 2002  | 2010  | 2011  | 2012  | 2013  | 2014  | 2015  |
| ----- | ----- | ----- | ----- | ----- | ----- | ----- |
| 843   | ↗1168 | ↗1171 | ↘1162 | ↘1143 | ↗1146 | ↗1160 |
| 2016  | 2017  | 2018  | 2019  | 2020  | 2021  |       |
| ↗1179 | ↗1205 | ↗1231 | ↗1265 | ↘1254 | ↗1716 |       |

## Известные жители
Здесь родились Герой Социалистического Труда Янчат Василий Оюнович (1932—2014); российский и тувинский учёный, доктор религиоведения Бичелдей (Опей-оол) Ульяна Павловна (1954); представитель в Совете Федерации России от Верховного Хурала Республики Тыва (2001—2002), генерал-майор ФСБ Чанмыр Александрович Удумбара (1948).

## Инфраструктура
- Отделение почтовой связи села Ээрбек
- Администрация села Ээрбек
- Администрация Ээрбекского сумона

## Транспорт
Автодорога местного значения.